# Levnedsmiddel
Levnedsmidler er produkter, der bruges som føde for mennesker. Begrebet bruges om både de rå, uforarbejdede fødevarer (f.eks. fisk, æbler eller kartofler) og om mere eller mindre forarbejdede (såkaldt "forædlede") madvarer (som f.eks. ost, spegepølse eller surkål).
Begrebet bruges især i lovsprog, og i officielt og akademisk sprog, hvor man i daglig tale ville bruge ord som fødevare, madvare, fødemiddel eller næringsmiddel.

## Note
1. ↑  Jf. Institut for Fødevarevidenskab: Forskning på IFV Arkiveret 11. april 2011 hos  Wayback Machine
2. ↑  Se f.eks. "Lov om levnedsmidler m.m.", "Meddelelse fra kommissionen vedrørende levnedsmidler og levnedsmiddelingredienser, som er godkendt til behandling med ioniserende stråling i fællesskabet" eller "Sundhedsanprisninger af levnedsmidler"